# John Österlund
John Erik Österlund, född 21 augusti 1875 i Stockholm, död 17 februari 1953 i Uppsala, var en svensk målare, grafiker, tecknare och konservator.
Han var från 1906 gift med författaren och konstnären Marie Sophie Mathilde Wigert. Österlund studerade dekorativt måleri vid Tekniska skolans högre konstindustriella avdelning för dekorationsmåleri 1893–1894 och var elev vid Konstakademien och dess etsningsskola 1897–1902 där han belönades med akademins kanslermedalj. Han reste därefter på en studieresa till Paris och när han tilldelades stipendium ur Kimmansonska fonden 1906 och 1907 kunde han resa till Tyskland, Nederländerna, England, Belgien och Frankrike där han besökte ländernas konstcentra. Han arbetade till en början i nära anslutning till Konstnärsförbundets nationalromantiska stämningsmåleri men efter att han bosatte sig i Uppsala kom han att ägna huvuddelen av sina motiv från Uppsalatrakten och blev med tiden en av stadens mera välkända konstnärsprofiler. Även den svenska västkusten främst då Mollösund där han vistades under en lång följd av somrar, blev flitigt återkommande motiv i Österlunds konst. Även Gotland och Visby kom att intressera Österlund där han målade stadsbilder och landskapsskildringar bland annat illustrerade han Carl Ramsell af Ugglas bok från 1914 med över 40 större och mindre bilder i svart-vitt och färg om staden Visby. 
Det blev dock främst som konservator av oljemålningar och kyrkmålningar som Österlund kom att göra sig känd och var från 1920-talet flitigt anlitad vid restaureringar av framför allt medeltida kalkmålningar i Uppland, Västmanland, Gotland och södra Norrland. Dessa restaureringar utfördes med de nya arbetsprinciper som utarbetats av Sigurd Curman och som konservator deltog han även i arkeologiska undersökningar. Bland hans många kyrkmålningsrestaureringar märks Upplands-Ekeby kyrka 1927, Stavby, Roslags-Bro och Vaksala kyrkor 1928, Ärentuna och Skogstibble kyrkor 1929 samt Åkerby, Jumkil, Vänge, Bälinge, Husby-Långhundra, Vidbo, Lunda, Östuna, Haga, Fresta, Hammarby, Vallentuna, Hökhuvud, Järlåsa, Sala sockenkyrka, Kumla, Tortuna, Möklinta, Huddunge, Vittinge, Kila, Aspö, Botkyrka, Grangärde under 1930-talet samt Husby-Rekarne och Torsåker under 1940-talet. Österlund var därtill en skicklig modellbyggare. Han konstruerade bland annat en modell av Stockholms slott Tre Kronor för Stockholms stadsmuseum samt modeller för Statens historiska museum, Stockholms slottsmuseum och Göteborgs historiska museum. Bland hans offentliga arbeten väggmålningar för Svenska Handelsbanken i Stockholm, Upplands enskilda bank i Uppsala samt kakelplattor vid S:t Eriks Lervarufabriker för en utsmyckning i Argentina. Tillsammans med Gunnar Hallström, Oscar Hullgren och Herman Neujd ställde han ut i Stockholm 1908 och 1909 samt tillsammans med sin fru och Gusten Widerbäck 1913. I Uppsala ställde han ut ett flertal gånger tillsammans med sin fru och Sven Boberg och med sin fru och Harry Bergman ställde han ut i Sala 1944 samt tillsammans med Gösta Bohm och Carl-Herman Wetterwik i Karlstad 1946. Han medverkade i ett flertal av Sveriges allmänna konstförenings utställningar i Stockholm 1910–1948, Baltiska utställningen i Malmö, den svenska konstutställningen i Köpenhamn 1916, Grafiska sällskapets utställning på Liljevalchs konsthall 1924 och i en rad av Uplands konstförenings utställningar i Uppsala. Han var representerad i samlingsutställningar i München, Rom, Budapest, Paris, St. Louis, San Francisco och Buenos Aires. En minnesutställning med hans och hans frus konst arrangerades 1954 i Uppsala. Österlund är representerad vid bland annat Göteborgs konstmuseum, Nationalmuseum, Uppsala universitetsbibliotek, Värmlands museum, Göteborgs stadsmuseum, Hälsinglands museum och Kalmar konstmuseum.
Österlund var under de senare åren från 1947 ordförande i Uplands konstförening. Han är begravd på Uppsala gamla kyrkogård.